# 革新主义
革新主义（俄语：обновленчество），又称革新教会（俄语：обновленческая церковь）或转喻为存活教会（俄语：Живая Церковь），官方名称为正教俄罗斯教会（俄语：Православная Российская Церковь），后称为苏联正教会（俄语：Православная Церковь в СССР），是1922年自俄罗斯正教会分裂出的宗教运动，20世纪40年代该运动停止存在。革新主义运动最初为俄罗斯正教会内部神职人员为革新教会的草根运动，后因苏联秘密警察希望借此分裂俄罗斯正教会而得到其支持。